# Le grandi famiglie
Le grandi famiglie (Les grandes familles) è un film del 1958 diretto da Denys de La Patellière.